# Netscape Plugin Application Programming Interface
Netscape Plugin Application Programming Interface (NPAPI) je v informatice zastaralé aplikační rozhraní pro tvorbu zásuvných modulů pro webové prohlížeče. Původně bylo vyvinuto pro webový prohlížeč Netscape (Netscape Navigator 2.0), ale později bylo implementováno i v řadě dalších prohlížečů (Mozilla Suite, Mozilla Firefox, Opera, Google Chrome, Internet Explorer).
Dne 12. srpna 2009 bylo na stránce Google Code uveden nový projekt Pepper, který byl spojen s Pepper Plugin API (PPAPI). Aplikační rozhraní PPAPI je odvozeno od NPAPI a jeho cílem je, aby rozšíření byla portabilní a bezpečnější. Proto se PPAPI zaměřuje na podporu běhu rozšíření mimo vlastní proces webového prohlížeče (out-of-process plugin execution).
S nástupem moderního HTML5 potřeba zásuvných modulů v prohlížeči opadla.
- Google Chrome odstranil podporu NPAPI ve verzi 45 v září 2015 ve všech platformách[4]
- Firefox počínaje verzí 52 omezil podporu NPAPI pouze na Adobe Flash, úplné odstranění bude po ukončení podpory Flashe v roce 2020
- Palemoon ve verzi 29 NPAPI stále podporuje.